# Одіссей (телесеріал)
«Одіссей» (фр. Odysseus) — 12-серійний телесеріал Стефана Джусті, знятий у 2013 році. Фільм є вільною екранізацією знаменитого епосу Гомера «Одіссея» і оповідає про тривале очікування повернення Одіссея його родиною, паралельно показано інтриги і змови, до яких вдаються женихи в надії дістати царський трон і без згоди Пенелопи на шлюб з одним з них.

## Сюжет
XII століття до н. е. Десять років після закінчення Троянської війни, Улісс, цар острова Ітака, до цих пір не повернувся додому. Тільки члени сім'ї Улісса і віддані слуги продовжують вірити, що він ще живий: його вірна дружина Пенелопа, син Телемах, який ледь знав батька, Лаерт, старий батько Улісса, і Ментор, вихователь Телемаха.
Щоб відновити порядок на Ітаці, женихи змушують Пенелопу знову вийти заміж, і тим самим призначити нового царя. Цариця сумнівається: чи повинна вона пожертвувати любов'ю до чоловіка заради його царства? Телемах страждає від знущань женихів і намагається довести, що він гідний слави свого батька. Наречені намагаються об'єднатися, але цей союз дуже крихкий, адже кожен прагне трону. Серед небагатьох, які прибули після закінчення війни на єдиному, вцілілому з флоту Улісса кораблі, у палаці прислуговує Евринома, особиста рабиня Пенелопи, племінниця Пріама. Вона бажає скористатися напругою і помститися за смерть своїх близьких. Клея, дочка Евріноми, не рветься знищити рід Улісса, тому що лише смутно пам'ятає про Трою і несподівано закохується в Телемаха.
Женихи, втомившись від тривалих очікувань, вирішують отримати трон підлим обманом, принизивши Пенелопу чутками, що вона зрадила чоловіка з проїжджих оповідачем, якого самі ж і направили до цариці під приводом розповісти про чоловіка. Коли нарешті Улісс повертається, після недовгого щастя Пенелопи і Телемаха, царя засліплює гнів і зайва обережність: він упевнений, що ніхто не радий його поверненню, що всі його зрадили. Телемах, всупереч почуттям до Клеї, на догоду батькові вступає в шлюб з феакиянкою Навзикаєю, дочкою Алкіноя та Арети. Знаючи, що Навзикая врятувала Улісса, Пенелопа ревнує її до чоловіка, вважаючи, що Улісс палає до дівчини любовними почуттями.
Гнів доводить царя до безумства: не розбираючись, він розправляється з кожним, на кого впаде підозра в зраді, не помічаючи очевидної правди; він порушує закони шанування богів. Жорстока розплата настає дуже скоро: на Ітаку нападає Менелай. Зійшовшись з загарбником в поєдинку, Улісс отримує смертельну рану, але вбиває Менелая. Перед обличчям смерті він розуміє, наскільки глибоко він помилявся у своїх близьких. Зі спокійною душею він вмирає на руках у Пенелопи востаннє зізнавшись, що все своє життя любив тільки її одну. Прийнявши кермо правління, Телемах обіцяє мир і процвітання на Ітаці. Пенелопа, спустошена втратою коханого чоловіка, має намір прожити вдовою до кінця днів, очікуючи зустрічі з ним у Потойбічному світі. Осліплий Гомер диктує своєму писареві останні слова своєї поеми про великого героя.

## В ролях
- Алессіо Боні — Улісс
- Катеріна Муріно — Пенелопа
- Нільс Шнайдер — Телемах, син Улісса и Пенелопи
- Бруно Тодескіні — Леокріт
- Жозеф Малерба — Ментор
- Салім Кеш'юш — Оріон
- Огустен Легран — Антіной, жених Пенелопи
- Фредерік Кірін — Фіоскос, ворожбит
- Каріна Теста — Клея
- Карло Брандт — Лаерт
- Юго Венель — Лейод
- Вітторія Сконьямільо — Еврінома
- Амр Вакед — Евхаристос
- Жеремі Петрусь — Гомер
- Філіпп Меймат — Паламед, друг Антіноя
- Вітор Гонсалвес — Менелай, цар Спарти
- Фанні Пльяр — Майя, жриця Артеміди
- Ніколас Робін — Аріст
- Жюлі Гайє — Єлена, жінка Менелая
- Нуно Лопес — Амфіном
- Луїш Лукас — Алкіной
- Вінсан Акін — Кірос, боєц
- Капуцина Делабі — Навсікая
- Софія Гріло — Арета

## Розбіжності з оригіналом
Телесеріал є дуже вільною екранізацією «Одіссеї», автори взяли за основу тільки сюжет поеми, висвітлюючи дію на Ітаці. Мандри Одіссея, які диктуються писареві Гомеру, трактуються як вигадка самого Одіссея.
- Протягом усього телесеріалу Одіссея називають Уліссом (під цим ім'ям він був відомий стародавнім римлянам), також повністю виключене втручання богів, які відіграють ключову роль в «Одіссеї»;
- Женихи гинуть від руки Одіссея під час прийняття присяги, а не під час змагання з його луком (сам епізод змагання опущений);
- Помститися за смерть женихів не збираються їх престарілі батьки на чолі з Евпіфом, батьком Антіноя, а їхні сини на чолі з сином Антіноя, Оріоном;
- Телемах вступає в шлюб Навсікаєю, хоча любить рабиню Клею і одружується на ній вже після смерті Одіссея. Дані повороти сюжету ймовірно є відсиланням до версій про дружину Телемаха: його дружиною була або Навсікая[3] або дочка Нестора Полікаста (що очевидно і послужила прототипом рабині Клеї)[4];
- Менелай хоче підпорядкувати або захопити Ітаку, чого насправді ніколи не було;
- Одіссей гине від руки Менелая на узбережжі, згідно з переказами саме так Одіссея вбиває його позашлюбний син Телегон[5][6].